# Dakuten
Dakuten (濁点?), chiamato informalmente ten-ten ("punto punto"), è un segno diacritico spesso utilizzato nei sillabari kana della lingua giapponese per indicare che la consonante di una sillaba deve essere sonorizzata. Invece handakuten (半濁点), chiamato amichevolmente maru ("cerchio"), è un segno diacritico usato per le sillabe che cominciano per h per indicare che devono essere pronunciate con una [p].  La pronuncia kun-yomi del kanji 濁 è nigori; per questo il daku-ten può anche essere chiamato nigori-ten. Il significato di questo carattere —sporco o impuro— suggerisce che la teoria che sta dietro a questo tipo di pronuncia deriva dalla Cina, dove le consonanti venivano classificate in base a termini come pure, mezze-pure, impure e così via.
L'utilizzo del dakuten divenne una pratica comune nell'era Tokugawa; in precedenza, il giapponese scritto non distingueva le consonanti sonore da quelle sorde.

## Grafica
Il segno del dakuten è identico sia nell'alfabeto hiragana che in quello katakana. Lo stesso vale per l'handakuten.
Il dakuten (◌゙) somiglia vagamente ad un paio di virgolette, mentre l'handakuten (◌゚) è un piccolo cerchio, simile al simbolo dei gradi. Entrambi sono collocati nell'angolo in alto a destra del carattere kana.
Ecco come il carattere は (ha) si trasforma con l'aggiunta dei suddetti segni diacritici.
は゛ dakuten (U+3099): ba
は゜ handakuten (U+309A): pa
Quasi sempre il carattere kana e il segno diacritico sono fusi tra loro a formare un unico carattere (ば e non は゛), poiché Unicode fornisce tutte le combinazioni possibili di sillabe che è possibile sonorizzare per mezzo del dakuten e dell'handakuten.
La somiglianza del dakuten con le virgolette (") non costituisce un problema perché nella lingua giapponese le citazioni nel giapponese scritto vengono rese grazie alle parentesi 「 e 」 .

## Mutamento fonetico
La seguente tabella riassume i cambiamenti fonetici apportati dal dakuten e dall'handakuten. Letteralmente, le sillabe con il dakuten sono "suoni impuri" (濁音 dakuon). Viceversa, le sillabe senza segno diacritico sono "suoni puri" (清音 seion).
| -     | dakuten | handakuten |
| ----- | ------- | ---------- |
| か ka | が ga   |            |
| さ sa | ざ za   |            |
| た ta | だ da   |            |
| は ha | ば ba   | ぱ pa      |

### Segni di ripetizione
Il dakuten può anche essere aggiunto ai segni di ripetizione hiragana e katakana ad indicare che il kana precedente deve essere ripetuto. 
|          | -  | dakuten |
| -------- | -- | ------- |
| hiragana | ゝ | ゞ      |
| katakana | ヽ | ヾ      |

Entrambi i segni sono relativamente rari, ma possono essere trovati occasionalmente in nomi come Misuzu (みすヾ, vale a dire みすず).

## Il suono della V
Nel sillabario katakana il dakuten può essere aggiunto al carattere ウ u seguito da una piccola vocale per creare il suono /v/, come in ヴァ va.  Dal momento che la "V" non esiste in giapponese, l'utilizzo di questo carattere resta limitato a parole prese in prestito da lingue straniere ed è pressoché inusuale. Ad esempio la parola Venere (in inglese Venus) viene tipicamente traslitterata in ビーナス biinasu anziché ヴィーナス viinasu. Molti giapponesi, comunque, pronuncerebbero queste due parole alla stessa maniera (con il suono della /b/).
Un metodo ancora meno comune è quello di aggiungere il dakuten al suono w-, riportando in vita i caratteri (ormai non più utilizzati) /wi/ (ヰ) e /we/ (ヱ). /vu/ è rappresentato dalla /u/; /wo/ diventa /vo/ malgrado la sua W sia di solito muta. 
Caratteri precomposti esistono anche per questo metodo (/va/ ヷ /vi/ ヸ /vu/ ヴ /ve/ ヹ /vo/ ヺ), malgrado la maggior parte degli IME (Input Method Editor) non metta a disposizione metodi per digitare tali caratteri.